# Phase finale de la Ligue des nations de l'UEFA 2022-2023
Navigation
Édition précédente Édition suivante
La Phase finale de la Ligue des nations de l'UEFA 2022-2023 (ou Final four de la Ligue des nations) est le tournoi final de la troisième édition de la Ligue des nations de l'UEFA, et se tient du 14 au 18 juin 2023. 
Ce mini tournoi consiste à réunir les quatre demi-finalistes dans un même lieu sur quelques jours. Les deux vainqueurs des demi-finales s'affrontent alors pour le titre. Les deux autres perdants des demi-finales s'affrontent pour la 3e place du tournoi.

## Format et règlements
Les matchs de la phase finale sont à élimination directe. En cas de match nul à la fin du temps réglementaire, une prolongation de 2 fois 15 minutes est jouée (sauf dans le match pour la troisième place où la séance de tirs au but a lieu directement après les 90 minutes) ; un sixième changement est alors autorisé. Si les 2 équipes sont toujours à égalité, une séance de tirs au but détermine le vainqueur. Enfin, tous les matchs bénéficieront de la technologie sur la ligne de but, de la VAR et des 5 changements.
Chaque nation doit fournir une liste de 23 joueurs, dont trois doivent être des gardiens. Chaque liste doit être définitive 10 jours avant le match d'ouverture. Un joueur qui déclare forfait avant le premier match de son équipe peut être remplacé, sous réserve de l’approbation finale de l’UEFA.

## Qualifications
Les quatre pays vainqueurs de leur groupe dans la Ligue A se qualifient pour la phase finale de la Ligue des nations.

### Équipes qualifiées
| Groupe   | Pays      | Date de qualification | Classement général de la Ligue A | Participations à la phase finale | Meilleur résultat |
| -------- | --------- | --------------------- | -------------------------------- | -------------------------------- | ----------------- |
| Groupe 1 | Croatie   | 25 septembre 2022     | 2e                               | Première                         | -                 |
| Groupe 2 | Espagne   | 27 septembre 2022     | 3e                               | 1 (2021)                         | Finaliste         |
| Groupe 3 | Italie    | 26 septembre 2022     | 4e                               | 1 (2021)                         | 3e place          |
| Groupe 4 | Pays-BasH | 25 septembre 2022     | 1er                              | 1 (2019)                         | Finaliste         |

## Désignation du pays hôte
La Belgique, les Pays-Bas, le Pays de Galles et la Pologne qui évoluent dans le même groupe (gr. 4), sont candidats à l'organisation de la phase finale en juin 2023. La nation terminant en tête du groupe 4 de la Ligue A est l'hôte de la Phase finale de la Ligue des nations.

### Villes et stades
Le cahier des charges de l'UEFA stipule que la phase finale doit se dérouler dans deux stades d'une capacité minimale de 30 000 places : soit dans la même ville, soit séparés d'une distance inférieure à 150 km.
| Rotterdam         | [[Fichier:Netherlands location map.svg\|175px\|{{#if:\|{{{alt}}}\|Phase finale de la Ligue des nations de l'UEFA 2022-2023 est dans la page Pays-Bas.]]Rotterdam Enschede | Enschede          |
| ----------------- | --- | ----------------- |
| Stade Feijenoord  | [[Fichier:Netherlands location map.svg\|175px\|{{#if:\|{{{alt}}}\|Phase finale de la Ligue des nations de l'UEFA 2022-2023 est dans la page Pays-Bas.]]Rotterdam Enschede | De Grolsch Veste  |
| Capacité : 51 117 | [[Fichier:Netherlands location map.svg\|175px\|{{#if:\|{{{alt}}}\|Phase finale de la Ligue des nations de l'UEFA 2022-2023 est dans la page Pays-Bas.]]Rotterdam Enschede | Capacité : 30 205 |
|                   | [[Fichier:Netherlands location map.svg\|175px\|{{#if:\|{{{alt}}}\|Phase finale de la Ligue des nations de l'UEFA 2022-2023 est dans la page Pays-Bas.]]Rotterdam Enschede |                   |

## Tableau final
|  | Demi-finales             | Demi-finales             | Demi-finales             | Demi-finales             |                               |           | Finale                   | Finale                   | Finale                   | Finale                   |
|  |                          |                          |                          |                          |                               |           |                          |                          |                          |                          |
|  | 14 juin 2023 à Rotterdam | 14 juin 2023 à Rotterdam | 14 juin 2023 à Rotterdam | 14 juin 2023 à Rotterdam |                               |           | 18 juin 2023 à Rotterdam | 18 juin 2023 à Rotterdam | 18 juin 2023 à Rotterdam | 18 juin 2023 à Rotterdam |
|  | Pays-Bas                 | Pays-Bas                 | 2                        | 2                        |                               |           | 18 juin 2023 à Rotterdam | 18 juin 2023 à Rotterdam | 18 juin 2023 à Rotterdam | 18 juin 2023 à Rotterdam |
|  | Pays-Bas                 | Pays-Bas                 | 2                        | 2                        |                               |           | 18 juin 2023 à Rotterdam | 18 juin 2023 à Rotterdam | 18 juin 2023 à Rotterdam | 18 juin 2023 à Rotterdam |
|  | Croatie                  | Croatie                  | 4 ap                     | 4 ap                     |                               |           | 18 juin 2023 à Rotterdam | 18 juin 2023 à Rotterdam | 18 juin 2023 à Rotterdam | 18 juin 2023 à Rotterdam |
|  | Croatie                  | Croatie                  | 4 ap                     | 4 ap                     | Croatie                       | Croatie   | 0 ap (4)                 | 0 ap (4)                 |                          |                          |
|  | 15 juin 2023 à Enschede  |                          |                          |                          | Croatie                       | Croatie   | 0 ap (4)                 | 0 ap (4)                 |                          |                          |
|  |                          |                          | Espagne                  | Espagne                  | 0 tab (5)                     | 0 tab (5) |                          |                          |                          |                          |
|  | Espagne                  | Espagne                  | Espagne                  | Espagne                  | 0 tab (5)                     | 0 tab (5) | 2                        | 2                        |                          |                          |
|  | Espagne                  | Espagne                  |                          |                          |                               |           |                          | 2                        |                          |                          |
|  | Italie                   | Italie                   | 1                        | 1                        |                               |           |                          |                          |                          |                          |
|  | Italie                   | Italie                   | 1                        | 1                        | Match pour la troisième place |           |                          |                          |                          |                          |
|  |                          |                          |                          |                          |                               |           |                          |                          |                          |                          |
|  | 18 juin 2023 à Enschede  |                          |                          |                          |                               |           |                          |                          |                          |                          |
|  | Pays-Bas                 | Pays-Bas                 | 2                        | 2                        |                               |           |                          |                          |                          |                          |
|  | Pays-Bas                 | Pays-Bas                 | 2                        | 2                        |                               |           |                          |                          |                          |                          |
|  | Italie                   | Italie                   | 3                        | 3                        |                               |           |                          |                          |                          |                          |
|  | Italie                   | Italie                   | 3                        | 3                        |                               |           |                          |                          |                          |                          |

### Demi-finales
| Match 1                     | Pays-Bas                          | 2 - 4 a. p.           | Croatie                                                                                     | Stade Feijenoord, Rotterdam                                                                                   | |
| Mercredi 14 juin 2023 20h45 | ( Wieffer) Malen 34e · Lang 90+6e | (1 - 0, 2 - 2, 2 - 3) | 55e (pen.) Kramarić · 72e Pašalić (Ivanušec ) · 98e Petković (Modrić ) · 116e (pen.) Modrić | Spectateurs : 39 359 Diffuseur : La chaîne L'Équipe Arbitrage : István Kovács Arbitre vidéo : Bastian Dankert | Spectateurs : 39 359 Diffuseur : La chaîne L'Équipe Arbitrage : István Kovács Arbitre vidéo : Bastian Dankert |
| Mercredi 14 juin 2023 20h45 | Rapport                           |                       |                                                                                             | Spectateurs : 39 359 Diffuseur : La chaîne L'Équipe Arbitrage : István Kovács Arbitre vidéo : Bastian Dankert | Spectateurs : 39 359 Diffuseur : La chaîne L'Équipe Arbitrage : István Kovács Arbitre vidéo : Bastian Dankert |

| Pays-Bas | Croatie |

|                 | 01 | Justin Bijlow        |      |      |
|                 | 05 | Nathan Aké           |      | 106e |
|                 | 04 | Virgil van Dijk      |      |      |
|                 | 12 | Lutsharel Geertruida |      |      |
|                 | 22 | Denzel Dumfries      |      | 85e  |
|                 | 21 | Frenkie de Jong      | 38e  |      |
|                 | 20 | Teun Koopmeiners     | 94e  |      |
|                 | 06 | Mats Wieffer         |      | 75e  |
|                 | 11 | Xavi Simons          |      | 64e  |
|                 | 09 | Cody Gakpo           |      | 106e |
|                 | 18 | Donyell Malen        |      | 75e  |
| Remplaçants :   |    |                      |      |      |
|                 | 19 | Wout Weghorst        |      | 64e  |
|                 | 08 | Georginio Wijnaldum  |      | 75e  |
|                 | 07 | Steven Bergwijn      |      | 75e  |
|                 | 10 | Noa Lang             |      | 85e  |
|                 | 15 | Marten de Roon       |      | 106e |
|                 | 16 | Tyrell Malacia       | 116e | 106e |
| Sélectionneur : |    |                      |      |      |
| Ronald Koeman   |    |                      |      |      |

|                 | 01 | Dominik Livaković | 90+1e |      |
|                 | 14 | Ivan Perišić      |       |      |
|                 | 21 | Domagoj Vida      |       |      |
|                 | 06 | Josip Šutalo      |       | 91e  |
|                 | 22 | Josip Juranović   |       | 78e  |
|                 | 08 | Mateo Kovačić     | 17e   | 85e  |
|                 | 11 | Marcelo Brozović  | 64e   |      |
|                 | 10 | Luka Modrić       |       | 119e |
|                 | 16 | Luka Ivanušec     |       | 78e  |
|                 | 15 | Mario Pašalić     | 24e   |      |
|                 | 09 | Andrej Kramarić   |       | 90e  |
| Remplaçants :   |    |                   |       |      |
|                 | 13 | Nikola Vlašić     |       | 78e  |
|                 | 02 | Josip Stanišić    |       | 78e  |
|                 | 07 | Lovro Majer       |       | 85e  |
|                 | 05 | Martin Erlić      |       | 90e  |
|                 | 17 | Bruno Petković    |       | 91e  |
|                 | 03 | Borna Barišić     |       | 119e |
| Sélectionneur : |    |                   |       |      |
| Zlatko Dalić    |    |                   |       |      |

| Homme du match: Luka Modrić |

| Match 2                  | Espagne              | 2 - 1   | Italie              | De Grolsch Veste, Enschede                                                                                    | |
| Jeudi 15 juin 2023 20h45 | Pino 3e · Joselu 88e | (1 - 1) | 11e (pen.) Immobile | Spectateurs : 24 558 Diffuseur : La chaîne L'Équipe Arbitrage : Slavko Vinčić Arbitre vidéo : Nejc Kajtazovic | Spectateurs : 24 558 Diffuseur : La chaîne L'Équipe Arbitrage : Slavko Vinčić Arbitre vidéo : Nejc Kajtazovic |
| Jeudi 15 juin 2023 20h45 | Rapport              |         |                     | Spectateurs : 24 558 Diffuseur : La chaîne L'Équipe Arbitrage : Slavko Vinčić Arbitre vidéo : Nejc Kajtazovic | Spectateurs : 24 558 Diffuseur : La chaîne L'Équipe Arbitrage : Slavko Vinčić Arbitre vidéo : Nejc Kajtazovic |

| Espagne | Italie |

|                   | 23 | Unai Simón       |       |     |
|                   | 18 | Jordi Alba       | 45+1e |     |
|                   | 14 | Aymeric Laporte  |       |     |
|                   | 24 | Robin Le Normand |       |     |
|                   | 22 | Jesús Navas      |       |     |
|                   | 06 | Mikel Merino     |       | 74e |
|                   | 16 | Rodri            |       |     |
|                   | 15 | Yeremi Pino      |       | 74e |
|                   | 09 | Gavi             | 57e   | 68e |
|                   | 19 | Rodrigo          |       | 46e |
|                   | 07 | Álvaro Morata    | 83e   | 84e |
| Remplaçants :     |    |                  |       |     |
|                   | 10 | Marco Asensio    |       | 46e |
|                   | 11 | Sergio Canales   |       | 68e |
|                   | 08 | Fabián Ruiz      |       | 74e |
|                   | 12 | Ansu Fati        |       | 74e |
|                   | 20 | Joselu           |       | 84e |
| Sélectionneur :   |    |                  |       |     |
| Luis de la Fuente |    |                  |       |     |

|                 | 01 | Gianluigi Donnarumma |       |     |
|                 | 15 | Francesco Acerbi     |       |     |
|                 | 19 | Leonardo Bonucci     |       | 46e |
|                 | 13 | Rafael Tolói         |       |     |
|                 | 02 | Giovanni Di Lorenzo  |       |     |
|                 | 18 | Nicolò Barella       |       |     |
|                 | 08 | Jorginho             |       | 60e |
|                 | 07 | Davide Frattesi      |       | 76e |
|                 | 04 | Leonardo Spinazzola  |       | 46e |
|                 | 17 | Ciro Immobile        | 38e   | 60e |
|                 | 11 | Nicolò Zaniolo       | 90+3e |     |
| Remplaçants :   |    |                      |       |     |
|                 | 05 | Matteo Darmian       |       | 46e |
|                 | 03 | Federico Dimarco     |       | 46e |
|                 | 14 | Federico Chiesa      |       | 60e |
|                 | 16 | Bryan Cristante      |       | 60e |
|                 | 06 | Marco Verratti       |       | 76e |
| Sélectionneur : |    |                      |       |     |
| Roberto Mancini |    |                      |       |     |

| Homme du match: Rodri |

### Match pour la troisième place
| Match 3                     | Pays-Bas                                | 2 - 3   | Italie                                                          | De Grolsch Veste, Enschede                                                                                           | |
| Dimanche 18 juin 2023 15h00 | Bergwijn 68e · ( Veerman) Wijnaldum 89e | (0 - 2) | 6e Dimarco (Raspadori ) · 20e Frattesi · 72e Chiesa (Frattesi ) | Spectateurs : 21 292 Diffuseur : La chaîne L'Équipe Arbitrage : Glenn Nyberg (en) Arbitre vidéo : Bartosz Frankowski | Spectateurs : 21 292 Diffuseur : La chaîne L'Équipe Arbitrage : Glenn Nyberg (en) Arbitre vidéo : Bartosz Frankowski |
| Dimanche 18 juin 2023 15h00 | Rapport                                 |         |                                                                 | Spectateurs : 21 292 Diffuseur : La chaîne L'Équipe Arbitrage : Glenn Nyberg (en) Arbitre vidéo : Bartosz Frankowski | Spectateurs : 21 292 Diffuseur : La chaîne L'Équipe Arbitrage : Glenn Nyberg (en) Arbitre vidéo : Bartosz Frankowski |

| Pays-Bas | Italie |

| Gardien de but  | 01 | Justin Bijlow        |       |     |
|                 | 22 | Denzel Dumfries      |       |     |
|                 | 12 | Lutsharel Geertruida |       | 46e |
|                 | 04 | Virgil van Dijk      |       |     |
|                 | 05 | Nathan Aké           |       |     |
|                 | 06 | Mats Wieffer         |       | 76e |
|                 | 21 | Frenkie de Jong      |       |     |
|                 | 11 | Xavi Simons          |       | 63e |
|                 | 18 | Donyell Malen        |       | 46e |
|                 | 09 | Cody Gakpo           |       |     |
|                 | 10 | Noa Lang             |       | 46e |
| Remplaçants :   |    |                      |       |     |
|                 | 07 | Steven Bergwijn      |       | 46e |
|                 | 08 | Georginio Wijnaldum  |       | 46e |
|                 | 19 | Wout Weghorst        | 90+5e | 46e |
|                 | 20 | Teun Koopmeiners     |       | 63e |
|                 | 17 | Joey Veerman         |       | 76e |
| Sélectionneur : |    |                      |       |     |
| Ronald Koeman   |    |                      |       |     |

| Gardien de but  | 01 | Gianluigi Donnarumma  |       |     |
|                 | 13 | Rafael Tolói          |       |     |
|                 | 15 | Francesco Acerbi      | 90+5e |     |
|                 | 23 | Alessandro Buongiorno |       |     |
|                 | 03 | Federico Dimarco      | 34e   | 74e |
|                 | 07 | Davide Frattesi       |       |     |
|                 | 16 | Bryan Cristante       |       |     |
|                 | 06 | Marco Verratti        |       | 85e |
|                 | 20 | Wilfried Gnonto       |       | 63e |
|                 | 09 | Mateo Retegui         |       | 85e |
|                 | 22 | Giacomo Raspadori     |       | 63e |
| Remplaçants :   |    |                       |       |     |
|                 | 14 | Federico Chiesa       |       | 63e |
|                 | 11 | Nicolò Zaniolo        |       | 63e |
|                 | 04 | Leonardo Spinazzola   |       | 74e |
|                 | 18 | Nicolò Barella        | 90+2e | 85e |
|                 | 10 | Lorenzo Pellegrini    |       | 85e |
| Sélectionneur : |    |                       |       |     |
| Roberto Mancini |    |                       |       |     |

| Homme du match : Federico Dimarco |

### Finale
| Match 4 ; Finale                                                   | Croatie                                                 | 0 - 0 ap              | Espagne                                                | Stade Feijenoord, Rotterdam                                                         |                                                                                     |
| Dimanche 18 juin 2023 · 20 h 45 (CEST) · Historique des rencontres |                                                         | (0 - 0, 0 - 0, 0 - 0) |                                                        | Diffuseur : La chaîne L'Équipe Arbitrage : Felix Zwayer Arbitre vidéo : Marco Fritz | Diffuseur : La chaîne L'Équipe Arbitrage : Felix Zwayer Arbitre vidéo : Marco Fritz |
| Dimanche 18 juin 2023 · 20 h 45 (CEST) · Historique des rencontres | Rapport                                                 |                       |                                                        | Diffuseur : La chaîne L'Équipe Arbitrage : Felix Zwayer Arbitre vidéo : Marco Fritz | Diffuseur : La chaîne L'Équipe Arbitrage : Felix Zwayer Arbitre vidéo : Marco Fritz |
| Dimanche 18 juin 2023 · 20 h 45 (CEST) · Historique des rencontres | Vlašić · Brozović · Modrić · Majer · Perišić · Petković | Tirs au but 4 - 5     | Joselu · Rodri · Merino · Asensio · Laporte · Carvajal | Diffuseur : La chaîne L'Équipe Arbitrage : Felix Zwayer Arbitre vidéo : Marco Fritz | Diffuseur : La chaîne L'Équipe Arbitrage : Felix Zwayer Arbitre vidéo : Marco Fritz |

| Croatie | Espagne |

| Gardien de but  | 01 | Dominik Livaković |       |       |
|                 | 14 | Ivan Perišić      |       |       |
|                 | 05 | Martin Erlić      |       |       |
|                 | 06 | Josip Šutalo      |       |       |
|                 | 22 | Josip Juranović   |       | 112e  |
|                 | 08 | Mateo Kovačić     |       |       |
|                 | 11 | Marcelo Brozović  |       |       |
|                 | 10 | Luka Modrić       |       |       |
|                 | 16 | Luka Ivanušec     |       | 78e   |
|                 | 09 | Andrej Kramarić   |       | 90+1e |
|                 | 15 | Mario Pašalić     |       | 61e   |
| Remplaçants :   |    |                   |       |       |
|                 | 17 | Bruno Petković    | 90+2e | 61e   |
|                 | 13 | Nikola Vlašić     |       | 78e   |
|                 | 07 | Lovro Majer       |       | 90+1e |
|                 | 02 | Josip Stanišić    |       | 112e  |
| Sélectionneur : |    |                   |       |       |
| Zlatko Dalić    |    |                   |       |       |

| Gardien de but    | 23 | Unai Simón       |     |     |
|                   | 18 | Jordi Alba       |     |     |
|                   | 14 | Aymeric Laporte  |     |     |
|                   | 03 | Robin Le Normand |     | 78e |
|                   | 22 | Jesús Navas      |     | 97e |
|                   | 08 | Fabián Ruiz      |     | 78e |
|                   | 16 | Rodri            | 97e |     |
|                   | 15 | Yeremi Pino      |     | 66e |
|                   | 09 | Gavi             | 81e | 87e |
|                   | 10 | Marco Asensio    |     |     |
|                   | 07 | Álvaro Morata    |     | 66e |
| Remplaçants :     |    |                  |     |     |
|                   | 12 | Ansu Fati        |     | 66e |
|                   | 20 | Joselu           |     | 66e |
|                   | 06 | Mikel Merino     |     | 78e |
|                   | 04 | Nacho            | 96e | 78e |
|                   | 21 | Dani Olmo        |     | 87e |
|                   | 02 | Dani Carvajal    |     | 97e |
| Sélectionneur :   |    |                  |     |     |
| Luis de la Fuente |    |                  |     |     |

| Homme du match : Rodri |

### Classement final
| Classement de la phase finale de la Ligue des nations |          |                         |
| \| Place \| Nation \| Stade de la compétition \| \| ------------------ \| -------- \| ----------------------- \| \| Médaille d'or \| Espagne \| Vainqueur \| \| Médaille d'argent \| Croatie \| Finale \| \| Médaille de bronze \| Italie \| Demi-finale \| \| 4 \| Pays-Bas \| Demi-finale \| |          |                         |
| Place | Nation   | Stade de la compétition |
| Médaille d'or | Espagne  | Vainqueur               |
| Médaille d'argent | Croatie  | Finale                  |
| Médaille de bronze | Italie   | Demi-finale             |
| 4 | Pays-Bas | Demi-finale             |